# Юсаку Тойосіма
Юсаку Тойосіма (яп. 豊嶋邑作; нар. 6 липня 1991, Цукуба-Мірай, Ібаракі, Японія) — японський футболіст, півзахисник клубу «Роверс Кісаразу».

## Життєпис
З 4 до 7 років проживав у Коста-Риці, де розпочав займатися футболом у школі «Депортіво Метрополітано». З 2002 по 2009 рік навчався в академії «Касіва Рейсол». Став найкращим бомбардиром і MVP у Легафтро під час першого року свого перебування в команді. Того ж року обраний до Національного навчального центру. Саме в цей період отримував виклики до юнацьких збірних Японії U-14 та U-15. У команді виступав з такими гравцями як Харагуті Генкі, Такагі Тосіюкі, Тагуті Таїсі, Кокі Казама, Оґіхара Такахіро, Осакі Джунья, абе Такумі (виступали за кордоном або в Джей-лізі). В останньому класі молодшої школи брав участь у Кубку Менікона. Грав з Акімою Барадою, Харагуті Генкі, Усамі Такасі, Такагі Тосіюкі. У серпні 2010 року приєднався до клубу Другого дивізіону Бельгії «Візе». Після цього захищав кольори «Зарі» (Бєльці) в Національному дивізіоні Молдови 2012/13 та «Юрмали» у Вищій лізі Латвії 2013. Під час зимової перерви сезону 2013/14 років приєднався до чорногорського «Ловчена», однак у Першій лізі Чорногорії 2013/14 так і не зіграв жодного матчу. Наступного сезону Юсаку віддали в оренду «Беране», який грав з ними в Першій лізі Чорногорії 2014/15.
У вересні 2015 року приєднався до «Грулла Моріока». У 2017 році перейшов до «Точигі Ува». У січні 2018 року підписав професіональний контракт з клубом. У 2018 році залишив «Точігі Ува». У 2019 році приєднався до «Роверс Кісаразу». 26 січня 2021 року було оголошено, що Тойосіма покине «Роверс Кісаразу».

## Статистика виступів

### Клубна
Станом на 23 лютого 2017.
| Клубні виступи    | Клубні виступи    | Клубні виступи    | Ліга  | Ліга | Кубок                   | Кубок                   | Загалом | Загалом |
| Сезон             | Клуб              | Ліга              | Матчі | Голи | Матчі                   | Голи                    | Матчі   | Голи    |
| Японія            | Японія            | Японія            | Ліга  | Ліга | Кубок Імператора Японії | Кубок Імператора Японії | Загалом | Загалом |
| ----------------- | ----------------- | ----------------- | ----- | ---- | ----------------------- | ----------------------- | ------- | ------- |
| 2015              | «Грулла Моріока»  | Джей-ліга 3       | 1     | 0    | 0                       | 0                       | 1       | 0       |
| 2016              | «Грулла Моріока»  | Джей-ліга 3       | 0     | 0    | 0                       | 0                       | 0       | 0       |
| Усього за кар'єру | Усього за кар'єру | Усього за кар'єру | 1     | 0    | 0                       | 0                       | 1       | 0       |